# NEC PC-6601
Le NEC PC-6601 est un modèle de PC fabriqué par la firme japonaise NEC Corporation et vendu à partir de 1985. C'est le successeur du PC-6001 MK2.

## Caractéristiques
- processeur : un µPD780C-1 (compatible Zilog Z80A) cadencé à 4 MHz
- coprocesseur : µPD8049 cadencé à 8 MHz
- lecteur intégré : un lecteur de disquette 3.5" prévu pour lire des disquettes de 143 ko
- mémoire : 64 ko (RAM) + 1 ko dédié au disque dur, 50 ko (VRAM), 96 ko (ROM, dont 32 ko pour les instructions BASIC et assembleur, 32 ko pour les kanjis, 16 ko pour le synthétiseur vocal)
- définition d’écran : 80×40 (15 couleurs), 160×200 (15 couleurs), 320×200 (4 couleurs)
- capacité audio : 3 canaux, 8 octaves (AY-3-8910), synthétiseur de voix en option.
- dimensions : 365 × 380 × 113 mm
- poids :  4,5 kg
- prix de vente au moment de sa sortie : 143 000 yens

## Référence
- OLD-COMPUTERS.COM: The Museum: NEC PC 6601